# Миленко Иликтаревић
Миленко Иликтаревић је филмски и позоришни глумац из Босне и Херцеговине. Био је вршилац дужности, а данас је директор Народног позоришта у Тузли.
Рођен је 1964. године у Мркоњић Граду, гдје је завршио основну и средњу школу. У периоду од 1986. до 1988. је похађао Академију драмских умјетности у Сарајеву, али је није одмах завршио. У априлу 1988. се преселио у Тузлу и постао стални члан ансамбла тамошњег позоришта. Дипломирао је на Одсјеку за глуму сарајевске Академије 1996. године. Био је постављен за вршиоца дужности директора тузланског позоришта 2003. године, а на мјесто директора је именован двије године касније.

## Улоге
| Год.  | Назив                                              | Улога     |
| ----- | -------------------------------------------------- | --------- |
| 1986. | Ово мало душе                                      |           |
| 2003. | Заборављена пословица                              |           |
| 2008. | Луд, збуњен, нормалан - епизода „Аудиција“         | Инспектор |
| 2010. | Луд, збуњен, нормалан - епизода „Пословни простор“ | Драган    |